# Promozione Puglia 1972-1973
Nella stagione 1972-1973 la Promozione era il quinto livello del calcio italiano (il massimo livello regionale).
Qui vi sono le statistiche relative al campionato organizzato dal Comitato Regionale Pugliese per la regione Puglia.
Il campionato è strutturato in vari gironi all'italiana su base regionale, gestiti dai Comitati Regionali di competenza. Promozioni alla categoria superiore e retrocessioni in quella inferiore non erano sempre omogenee; erano quantificate all'inizio del campionato dal Comitato Regionale secondo le direttive stabilite dalla Lega Nazionale Dilettanti, ma flessibili, in relazione al numero delle società retrocesse dal Campionato Interregionale e perciò, a seconda delle varie situazioni regionali, la fine del campionato poteva avere degli spareggi sia di promozione che di retrocessione.

## Girone A

### Squadre partecipanti
| Club                         | Città                      |
| ---------------------------- | -------------------------- |
| A.S.C. Acquaviva             | Acquaviva delle Fonti (BA) |
| F.C. AVIS Edilsport Altamura | Altamura (BA)              |
| A.S. Bisceglie               | Bisceglie (BA)             |
| A.S. Castellana              | Castellana Grotte (BA)     |
| U.S. Corato                  | Corato (BA)                |
| U.S. Giovinazzo              | Giovinazzo (BA)            |
| S.S. Grumese-Europa          | Grumo Appula (BA)          |
| A.S. Liberty Palo            | Palo del Colle (BA)        |
| A.S. Manfredonia             | Manfredonia (FG)           |
| A.C. Modugnese               | Modugno (BA)               |
| Molfetta Sportiva            | Molfetta (BA)              |
| Pol. Noci                    | Noci (BA)                  |
| U.S. Noicattaro              | Noicattaro (BA)            |
| A.S. Ruvo                    | Ruvo di Puglia (BA)        |
| Pol. Sammarco                | San Marco in Lamis (FG)    |
| U.S. San Severo              | San Severo (FG)            |

### Classifica finale
|  | Pos. | Squadra        | Pt  | G   | V   | N   | P   | GF  | GS  | DR  |
|  | ---- | -------------- | --- | --- | --- | --- | --- | --- | --- | --- |
|  | 1.   | Manfredonia    | 43  | 30  | 16  | 11  | 3   | 43  | 15  | +28 |
|  | 2.   | Noicattaro     | 42  | 30  | 15  | 12  | 3   | 40  | 14  | +26 |
|  | 3.   | Bisceglie      | 41  | 30  | 14  | 13  | 3   | 41  | 17  | +24 |
|  | 4.   | Liberty Palo   | 40  | 30  | 14  | 12  | 4   | 44  | 25  | +19 |
|  | 5.   | San Severo     | 36  | 30  | 15  | 6   | 9   | 42  | 30  | +12 |
|  | 6.   | Noci           | 33  | 30  | 11  | 11  | 8   | 42  | 28  | +14 |
|  | 7.   | Altamura       | 33  | 30  | 13  | 7   | 10  | 36  | 28  | +8  |
|  | 8.   | Molfetta       | 33  | 30  | 11  | 11  | 8   | 36  | 33  | +3  |
|  | 9.   | Ruvo           | 31  | 30  | 10  | 11  | 9   | 32  | 31  | +1  |
|  | 10.  | Castellana     | 28  | 30  | 9   | 10  | 11  | 29  | 29  | 0   |
|  | 11.  | Grumese-Europa | 26  | 30  | 6   | 14  | 10  | 19  | 31  | -12 |
|  | 12.  | Corato         | 25  | 30  | 9   | 7   | 14  | 26  | 34  | -8  |
|  | 13.  | Giovinazzo     | 24  | 30  | 6   | 12  | 12  | 28  | 40  | -12 |
|  | 14.  | Modugnese      | 22  | 30  | 8   | 6   | 16  | 26  | 48  | -22 |
|  | 15.  | Sammarco       | 18  | 30  | 5   | 8   | 17  | 23  | 50  | -27 |
|  | 16.  | Acquaviva      | 5   | 30  | 0   | 5   | 25  | 10  | 64  | -54 |
|  |      |                | 480 | 480 | 162 | 156 | 162 | 517 | 517 | 0   |

Legenda:

         Promosso in Serie D 1973-1974.
         Retrocesso in Prima Categoria 1973-1974.
Note:
Due punti a vittoria, uno a pareggio, zero a sconfitta.

## Girone B

### Aggiornamenti
L'U.S. Laterza è stata riammessa.

### Squadre partecipanti
| Club                         | Città                     |
| ---------------------------- | ------------------------- |
| U.S. Antonio Toma Maglie     | Maglie (LE)               |
| U.S. Calimera                | Calimera (LE)             |
| U.S. Carmiano                | Carmiano (LE)             |
| Pol. Castellaneta            | Castellaneta (TA)         |
| A.C. Ceglie                  | Ceglie Messapica (BR)     |
| S.S. Francavilla             | Francavilla Fontana (BR)  |
| A.S. Ginosa                  | Ginosa (TA)               |
| Pol. Ars et Labor Grottaglie | Grottaglie (TA)           |
| U.S. Laterza                 | Laterza (TA)              |
| A.C. Massafra                | Massafra (TA)             |
| U.S. Novoli                  | Novoli (LE)               |
| A.S. Ostuni                  | Ostuni (BR)               |
| Pol. San Cesario             | San Cesario di Lecce (LE) |
| Pol. San Pietro              | San Pietro Vernotico (BR) |
| U.S. Squinzano               | Squinzano (LE)            |
| U.S. Tricase                 | Tricase (LE)              |

### Classifica finale
|  | Pos. | Squadra              | Pt  | G   | V   | N   | P   | GF  | GS  | DR  |
|  | ---- | -------------------- | --- | --- | --- | --- | --- | --- | --- | --- |
|  | 1.   | Grottaglie           | 48  | 30  | 21  | 6   | 3   | 58  | 17  | +41 |
|  | 2.   | Tricase              | 42  | 30  | 16  | 10  | 4   | 51  | 19  | +32 |
|  | 3.   | Ginosa               | 37  | 30  | 13  | 11  | 6   | 44  | 20  | +24 |
|  | 4.   | Squinzano            | 35  | 30  | 14  | 7   | 9   | 58  | 38  | +20 |
|  | 5.   | Carmiano             | 34  | 30  | 12  | 10  | 8   | 38  | 30  | +8  |
|  | 6.   | Toma Maglie          | 34  | 30  | 12  | 10  | 8   | 35  | 37  | -2  |
|  | 7.   | San Pietro Vernotico | 33  | 30  | 13  | 7   | 10  | 51  | 38  | +13 |
|  | 8.   | Ostuni               | 30  | 30  | 10  | 10  | 10  | 35  | 34  | +1  |
|  | 9.   | Castellaneta         | 30  | 30  | 10  | 10  | 10  | 30  | 32  | -2  |
|  | 10.  | Novoli               | 28  | 30  | 9   | 10  | 11  | 30  | 33  | -3  |
|  | 11.  | Calimera             | 26  | 30  | 9   | 8   | 13  | 36  | 44  | -8  |
|  | 12.  | Francavilla          | 26  | 30  | 6   | 14  | 10  | 31  | 33  | -2  |
|  | 13.  | Massafra             | 26  | 30  | 8   | 10  | 12  | 29  | 35  | -6  |
|  | 14.  | San Cesario di Lecce | 26  | 30  | 7   | 12  | 11  | 36  | 35  | +1  |
|  | 15.  | Ceglie Messapica     | 19  | 30  | 5   | 9   | 16  | 21  | 72  | -51 |
|  | 16.  | Laterza (-1)         | 5   | 30  | 1   | 4   | 25  | 24  | 90  | -66 |
|  |      |                      | 479 | 480 | 166 | 145 | 166 | 607 | 607 | 0   |

Legenda:

         Promosso in Serie D 1973-1974.
         Retrocesso in Prima Categoria 1973-1974.
Note:
Due punti a vittoria, uno a pareggio, zero a sconfitta.
Il Laterza è stato penalizzato con la sottrazione di 1 punto in classifica.